# 上原熊次郎
上原 熊次郎（うえはら くまじろう、生年不詳 - 1827年 ）は、江戸時代後期のアイヌ語通詞。

## 人物・生涯
松前藩に生まれた和人とされるが、生年は不詳。名は有次。
1792年（寛政4年）、アイヌ語を習得していた最上徳内の助けを得て、『蝦夷方言藻汐草』を刊行した。
道東のクスリ場所（現在の釧路市）・アブタ場所（現在の虻田町）など当時の東蝦夷地に位置する請負場所で活動していたが、1807年（文化4年）に蝦夷地が幕府直轄領となると、松前奉行所で働くようになった。
ゴローニン事件に際してはヴァシーリー・ゴロヴニーンからロシア語を学び、通訳を務めた。しかし上原のロシア語習得は困難を極め、ゴロヴニーンは上原のロシア語能力を酷評している。
1824年（文政7年）、アイヌ語地名研究の先駆である『蝦夷地名考并里程記』を刊行した。
1827年（文政10年）に死去。

## 評価
金田一京助は『アイヌの研究』 において上原を「アイヌ語学の鼻祖」と称賛している。
秋葉実は、佐々木利和が博物館から発見した上原の『蝦夷地名考并里程記』を、松前と蝦夷地の主要地名を詳細に解説しているだけでなく、アイヌの集団名とそれぞれの地理的範囲を記録している唯一の資料と予想しており、初見時に忘れがたい感動を覚えたと評価している。

## 批判
上原と同時代を生き、ゴローニン事件を通して上原と度々接触したゴロヴニーンは、『日本幽囚記』にて「世界中の如何なる文法をも解していない」と上原のロシア語能力を厳しく批判している。
ミハイル・ドブロトヴォルスキーは、アウグスト・プフィッツマイアーによるラ・ペルーズの辞書と『藻汐草』を引用したアイヌ語辞書を批判することで、間接的に『藻汐草』と上原も批判している。ドブロトヴォルスキー曰く、プフィッツマイアーの誤りの源のひとつは引用した日本人のアイヌ語の発音・聞き取りの質の悪さにあるとし、アイヌと10年以上生活した日本人のアイヌ語通訳ですらアイヌ語の発音は劣悪であったと語っている。

## 著書
- 『蝦夷方言藻汐草』（『もしほ草』） - 1792年（寛政4年）刊、世界初のアイヌ語辞書
- 『蝦夷語集』 - （1824年?）『藻汐草』の増補版の稿本
- 『蝦夷地名考并里程記』1824年（文政7年）刊、アイヌ語地名解

- 『海表異聞 子十 蝦夷人言葉集』 - 『海表異聞』のうちの一巻、アイヌ語語彙集。『蝦夷方言』とも[10]。